# Mount Owen, Tasmanien
Mount Owen är ett berg i Australien. Det ligger i kommunen West Coast och delstaten Tasmanien, i den sydöstra delen av landet, omkring 170 kilometer nordväst om delstatshuvudstaden Hobart. Toppen på Mount Owen är 1 146 meter över havet, eller 780 meter över den omgivande terrängen. Bredden vid basen är 14,3 km.
Trakten runt Mount Owen är nära nog obefolkad, med mindre än två invånare per kvadratkilometer.. Närmaste större samhälle är Queenstown, nära Mount Owen. 
I omgivningarna runt Mount Owen växer i huvudsak städsegrön lövskog. Genomsnittlig årsnederbörd är 2 407 millimeter. Den regnigaste månaden är september, med i genomsnitt 283 mm nederbörd, och den torraste är februari, med 92 mm nederbörd.